# میلاد باقری
میلاد باقری (زادهٔ ۲۰ آبان ۱۳۷۳؛ تهران) یک بازیکن فوتبال اهل ایران است که در پست دفاع میانی بازی می‌کند. او سابقهٔ بازی در تیم‌های شمس آذر قزوین ،استقلال، نفت مسجدسلیمان، گل گهر، مس کرمان، پارس جنوبی و ملوان را دارد.

## عملکرد حرفه‌ای

### پارس جنوبی جم
وی در فصل نقل و انتقالاتی ۲۰۱۶ به تیم پارس جنوبی جم پیوست و پس از یک فصل حضور در این تیم از این تیم جدا شد.

### مس کرمان
وی در فصل نقل و انتقالاتی ۲۰۱۷ به تیم مس کرمان پیوست و پس از دو فصل حضور در این تیم و و درخشش در بازی مقابل سپاهان در جام حذفی ۲۰۱۸، از این تیم جدا شد و به استقلال تهران پیوست.

### استقلال تهران
وی در فصل نقل و انتقالاتی ۲۰۱۹ با قراردادی سه ساله به تیم استقلال تهران پیوست.

### شمس‌آذر قزوین
وی در اواخر سال ۱۴۰۱ به شمس‌آذر پیوست، باقری ۱۰ بار برای این تیم قزوینی به میدان رفت و توانست با این تیم به قهرمانی لیگ آزادگان در فصل ۱۴۰۱–۱۴۰۲ دست پیدا کند.

### ملوان
او در سال ۱۴۰۲ به تیم ملوان پیوست و دو سال در این تیم حضور پیدا کرد. او به همراه این تیم توانست به فینال جام حذفی راه پیدا کند. در تاریخ ۳ مرداد ۱۴۰۴ او اعلام کرد که رسما از این باشگاه جدا شده است.
پیکان
این مدافع با توافق با مدیران باشگاه، قرارداد خود را امضا کرد و در شش مرداد ۱۴۰۴ به پیکان پیوست  .

## افتخارات
استقلال تهران
- نایب قهرمانی لیگ برتر خلیج فارس ۹۹–۱۳۹۸
- نایب قهرمانی جام حذفی فوتبال ایران ۹۹–۱۳۹۸

شمس آذر قزوین
- قهرمانی لیگ آزادگان ۰۲–۱۴۰۱